# Cornu, Prahova
Cornu là một xã thuộc hạt Prahova, România. Dân số thời điểm năm 2002 là 4475 người.